# Pieter Titelmans
Pieter Titelmans (Hasselt, 1501 – Kortrijk, 5 september 1572) was een inquisiteur van de inquisitie in de Nederlanden in Vlaanderen. 

## Leven
Pieters ouders Aert Titelmans en Heylken van Musel hadden vijf kinderen: twee dochters, Beelen en Dignen, en drie zonen, Pieter, Heynken en Frans. Aert Titelmans was waarschijnlijk brouwer en is vlak voor 6 november 1505 overleden, terwijl zijn echtgenote in 1515 stierf. Na het overlijden van hun ouders werden de kinderen onder de voogdij geplaatst van hun grootvader, Peter van Musel, die ook hun bezittingen beheerde. Titelmans was dus al vroeg een wees, maar kon toch in Leuven gaan studeren. In 1531 werd hij magister artium (meester in de kunsten) en in 1536 licentiaat in de theologie. In 1539 werd hij deken van het Sint-Hermeskapittel in Ronse. 
In het kader van de uitbreiding van het inquisistieapparaat op initiatief van keizer Karel V, werd Titelmans op 2 juni 1545 benoemd tot provinciaal onderinquisiteur in Vlaanderen. Zijn ambtsgebied omvatte het graafschap Vlaanderen, Rijsels-Vlaanderen en Doornik en het Doornikse. Als felle tegenstander van ketterij voerde hij onvermoeibaar de repressie op. Uit strategische overwegingen concentreerde hij zich op de invloedrijke groepen (boekhandelaars, rederijkers, anabaptisten). Met de middelen die hij had, behandelde hij tussen de 1500 en 1600 beschuldigden van ketterij, waarvan hij er 127 de doodstraf gaf.  In de jaren vijftig alleen was hij verantwoordelijk voor 105 terechtstellingen wegens ketterij, meer dan de helft van het totale aantal in Vlaanderen.
Hij vervulde de verwachtingen van de regering in Brussel, maar een botsing met het Antwerpse stadsbestuur betekende het einde van zijn succes. Het vertrek van Granvelle maakte het er niet beter op. Ondanks het Smeekschrift der Edelen in april 1565 bleef hij nog een tijd zijn beroep uitoefenen, tot hij zich in juli 1566 terugtrok. Kort nadien circuleerde reeds een geuzenlied dat de spot met hem dreef, De Clage vanden inquisiteur, meester Pieter Titelmanus.